# 國際母乳餵養標誌

國際母乳餵養標誌

國際母乳餵養標誌是由繪圖設計家Matt Daigle所提出的，他也有小孩。他是為了美國媽媽雜誌發起的競賽而設計此圖案。此作品是在2006年的11月由超過500件作品中所選出的。Daigle說他的太太和小孩是他創作此標誌的靈感來源，申請讓此標誌進入公有领域。
隨著文化差異性及人員移動程度的擴大，產生了希望可以跨區域文化溝通的需求，而且此需求還在持續擴大。國際母乳餵養標誌在設計時，使用了常見於公共領域的AIGA形意符號。這類的符號需要在沒有文字說明的情形下，讓大部份人一眼即可識別其意義，因此需小心的進行設計。
在公共場合中，沒有普遍通用及易於了解符號，讓人們知道哪裡可以哺乳，因此提出了國際母乳餵養標誌。現代用來表示嬰兒的標誌多半是用奶嘴或奶瓶等人工物品的圖案來表示。哺乳室一般會用奶瓶的圖案表示，而不是母親在用母乳餵小孩。國際母乳餵養標誌有助於於調整用奶瓶餵小孩的文化典範，朝向母乳餵養。
2007年7月推出了國際母乳餵養標誌網站，致力於推行國際母乳餵養的標誌。有關此標誌的使用有：
- 2008年，在華盛頓州的South Sound母乳喂养网络在一項「欢迎在这里餵母乳」的活動中使用此圖案[7]。
- 2009年，在佛罗里达州温特帕克的Chick-fil-A餐廳裡，一名顧客抱怨她在哺乳時，餐廳經理要求她設法遮蓋嬰兒的頭及她的乳房，之後該餐廳就貼了此一圖示[8]。

## 外部連結
- The International Breastfeeding Symbol（页面存档备份，存于）
- Matt Daigle Biography